# Shanghai Waigaoqiao Shipbuilding
Die Werft Shanghai Waigaoqiao Shipbuilding wurde 1999 gegründet und liegt an der Jangtsemündung.

## Beschreibung
Shanghai Waigaoqiao Shipbuilding (SWS) ist eine hundertprozentige Tochter der China CSSC Holding. Der Werftbetrieb umfasst eine Fläche von 5 Millionen Quadratmetern und verfügt über vier Ausrüstungskais, zwei Trockendocks, einen 800-Tonnen-Portalkran und drei 600-Tonnen-Portalkräne. 
Die Werft beschäftigt sich mit dem Entwurf, der Konstruktion und dem Bau von großen Schiffen und Offshore-Einheiten. Der Schwerpunkt liegt im Bereich der sehr großen Schiffstypen wie Massengutfrachter, Öltanker und Großcontainerschiffe. So entstanden auf der SWS gut 11 % der weltweiten Capsize-Massengutfrachter sowie 8,3 % der globalen VLCC-Flotte. Daneben ist die Werft auch im Reparaturbereich mit Schwerpunkt große Schiffe beschäftigt.

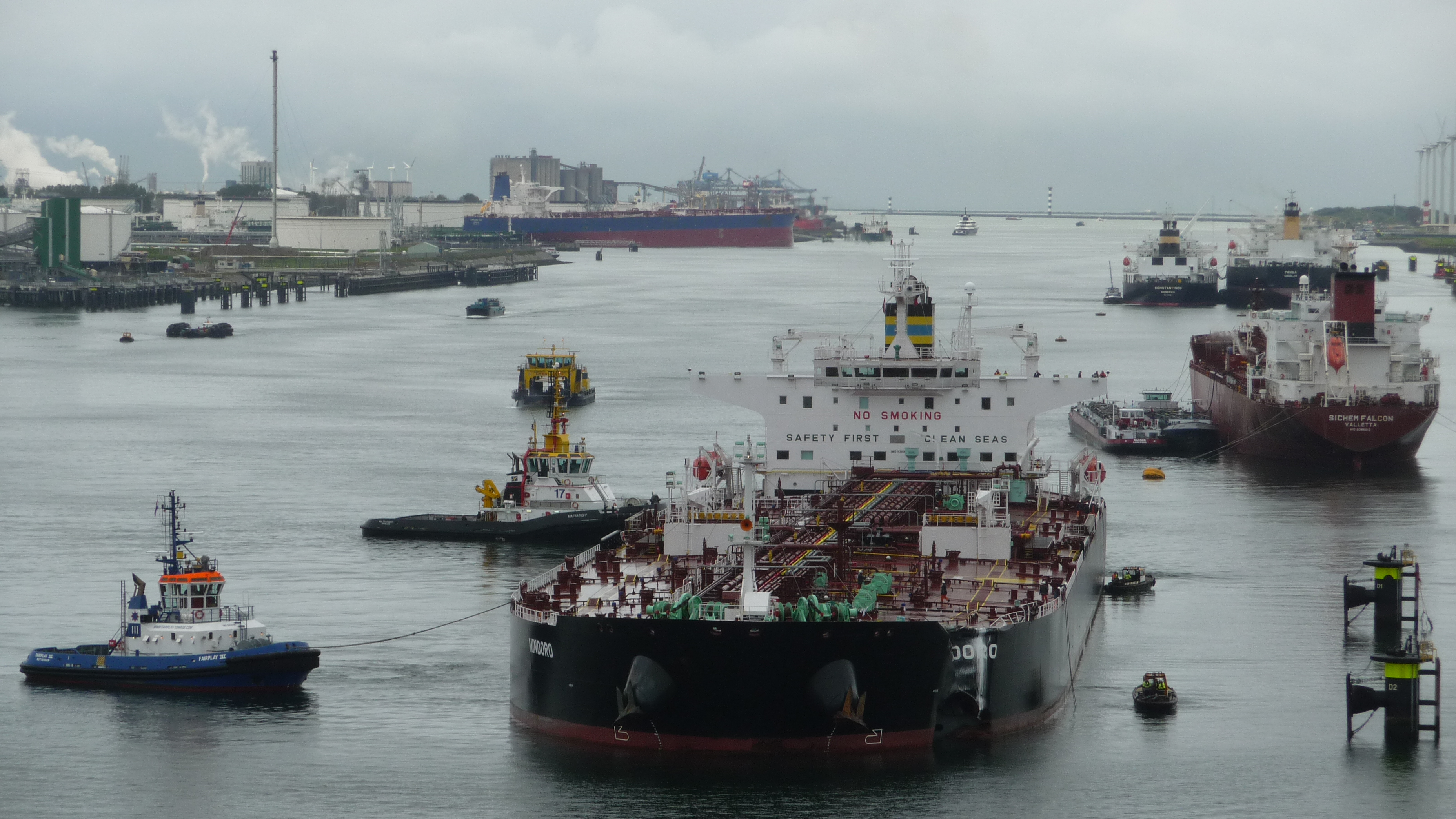
Tanker Mindoro, 58.418 GT, 2009 von der Werft Shanghai Waigaoqiao Shipbuilding abgeliefert

Derzeit erfolgt der Umbau der Werft, um die Bestellung von zwei Kreuzfahrtschiffen von der CSSC Carnival Cruise Shipping Limited im Wert von 1500 Mio. US-Dollar mit einer Option für vier weitere Neubauten vorzubereiten. Der Bau erfolgt nach der Designlizenz der von Fincantieri gebauten Vista-Klasse mit 323 Metern Länge, einer Vermessung von rund 134.000 BRZ und einer Kapazität von rund 5000 Passagieren. Von Fincantieri kommt die Technologieplattform, das Know-how und die Schlüsselkomponenten. Im Rahmen einer Vereinbarung wird die Carnival Corporation sich vor Ort an der Bauaufsicht beteiligen. Die Ablieferung des ersten dieser Schiffe ist für 2023 geplant.